# Брудні гроші та кохання
Брудні гроші та кохання (тур. Kara Para Aşk) — турецький телесеріал 2014 року у жанрі драми, бойовика, криміналу та створений компанією Ay Yapım. В головних ролях — Енгін Акюрек, Туба Бюйюкюстюн, Еркан Джан, Сайгин Сойсал, Небахат Чехре, Бурак Тамдоган.
Перша серія вийшла в ефір 12 березня 2014 року.
Серіал має 2 сезони. Завершився 54-м епізодом, який вийшов у ефір 15 липня 2015 року.
Режисер серіалу — Ахмет Катіксіз.
Сценарист серіалу — Ейлем Канполат, Сема Ергенекон.

## Сюжет
Омер — комісар поліції. Отримавши виклик, він виїжджає на місце аварії. Побачене, збентежує його, адже в машині на пасажирському сидінні знаходиться його наречена Сібель, тоді як у кріслі водія сидить невідомий Омеру чоловік, на ім'я Ахмет. Він не вірить у те, що це була звичайна аварія, і, довіряючи своїй інтуїції, починає власне розслідування, під час якого виявляє нові факти та незаперечні докази злочину.

## Актори та ролі
| Актор                | Роль            |
| -------------------- | --------------- |
| Туба Бюйюкюстюн      | Еліф Денізер    |
| Енгін Акюрек         | Омер Демір      |
| Небахат Чехре        | Зеррін Денізер  |
| Еркан Джан           | Тайяр Дундар    |
| Ойкю Караель         | Іпек            |
| Сайгин Сойсал        | Фатіх Дюндар    |
| Гюлер Октен          | Ельван Демір    |
| Бурак Тамдоган       | Хюсейн Демір    |
| Емре Кізілирмак      | Левент Інанч    |
| Бестемсу Оздемір     | Нілюфер Денізер |
| Хазал Тюресан        | Аслі Денізер    |
| Бедія Енер           | Фатма Андач     |
| Ілкін Тюфекчі        | Пелін Сертер    |
| Ахмет Тансу Ташанлар | Арда Чакир      |
| Алі Йоренч           | Мерт Дюндар     |
| Еліф Інчі            | Меліке Демір    |
| Ишиль Юджесой        | Недрет          |
| Деніз Барут          | Пінар Дюндар    |
| Керимхан Думан       | Джан            |
| Дамла Колбай         | Демет Демір     |
| Тувана Тюркай        | Бахар Чінар     |
| Айтач Арман          | Ахмет Денізер   |
| Серкан Куру          | Танер Акчалі    |
| Ділек Сербест        | Світлана        |
| Альпер Тюреді        | Алі Амір        |
| Ніхат Алтинкая       | Серхат          |

## Сезони
| Сезон | Епізоди | Епізоди | Оригінальний показ | Оригінальний показ | Оригінальний показ |
| Сезон | Епізоди | Епізоди | Перший показ       | Останній показ     | Мережа             |
| ----- | ------- | ------- | ------------------ | ------------------ | ------------------ |
| 1     | 13      | 13      | 12 березня 2014    | 18 червня 2014     | atv                |
| 2     | 41      | 41      | 3 вересня 2014     | 15 липня 2015      | atv                |

## Нагороди та номінації
| Рік  | Премія                                                                     | Категорія                      | Номінант                | Результат |
| ---- | -------------------------------------------------------------------------- | ------------------------------ | ----------------------- | --------- |
| 2014 | TV Series Awards                                                           | Кращий драматичний серіал      | Брудні гроші та кохання | Перемога  |
| 2014 | TV Series Awards                                                           | Найкращий актор                | Енгін Акюрек            | Перемога  |
| 2014 | TV Series Awards                                                           | Найкраща акторка               | Туба Бюйюкюстюн         | Перемога  |
| 2014 | TV Series Awards                                                           | Найкраща акторка другого плану | Ілкін Тюфекчі           | Перемога  |
| 2014 | RaniniTv best                                                              | Найкраща музика серіалу        | Брудні гроші та кохання | Перемога  |
| 2014 | Radio and Television Journalists Association (RTGD) «Media Academy Awards» | Найкращий серіал року          | Брудні гроші та кохання | Перемога  |
| 2014 | Radio and Television Journalists Association (RTGD) «Media Academy Awards» | Найкраща актриса року          | Туба Бюйюкюстюн         | Перемога  |
| 2015 | TV Series Awards                                                           | Найкращий актор                | Енгін Акюрек            | Перемога  |
| 2015 | TV Series Awards                                                           | Найкраща акторка               | Туба Бюйюкюстюн         | Перемога  |
| 2015 | TV Series Awards                                                           | Найкраща акторка другого плану | Бестемсу Оздемір        | Перемога  |
| 2015 | TV Series Awards                                                           | Найкращий актор другого плану  | Сайгин Сойсал           | Перемога  |
| 2015 | Сеульська міжнародна премія драми                                          | Приз за найкращу чоловічу роль | Енгін Акюрек            | Перемога  |
| 2015 | International Emmy Awards                                                  | Найкраща чоловіча роль         | Енгін Акюрек            | Номінація |
| 2015 | Premios Altın Kelebek                                                      | Найкращий актор                | Енгін Акюрек            | Номінація |
| 2015 | Premios Altın Kelebek                                                      | Найкраща акторка               | Туба Бюйюкюстюн         | Номінація |
| 2015 | Premios Altın Kelebek                                                      | Найкраща пара                  | Омер, Еліф              | Номінація |

## Інші версії
| Рік  | Країна  | Українська назва | Оригінальна назва   | Кількість | Кількість | В головних ролях                                                                      | Компанія | Канал         |
| Рік  | Країна  | Українська назва | Оригінальна назва   | сезонів   | серій     | В головних ролях                                                                      | Компанія | Канал         |
| ---- | ------- | ---------------- | ------------------- | --------- | --------- | ------------------------------------------------------------------------------------- | -------- | ------------- |
| 2014 | Мексика | Імперія брехні   | Imperio de mentiras | 1         | 91        | Анжеліка Боєр, Андрес Паласіос, Алехандро Камачо, Летисія Кальдерон, Сусанна Гонсалес | Televisa | Las Estrellas |